# Кипо-Кулары
Кипо-Кулары (сибирскотат. 
Әйре, тат. Кипколлар) — деревня в Тевризском районе Омской области России. Входит в состав Кипского сельского поселения.

## История
По переписи 1897 года проживало 166 человек, из них проживало 156 татар и 0 бухарцев.
Основана в 1646 году. В 1928 года юрты Кипо-Куларовские состояли из 75 хозяйств, основное население — бухарцы. Центр Кипо-Куларовского сельсовета Тевризского района Тарского округа Сибирского края.

## Население
| 1926 | 2010 |
| ---- | ---- |
| 403  | ↘190 |